# Casinycteris
Casinycteris är ett släkte av flyghundar med arter som förekommer i Afrika.

## Taxonomi
Fram till 2010-talet listades endast arten Casinycteris argynnis i släktet. Sedan flyttades arten Casinycteris ophiodon från släktet Scotonycteris hit och 2014 blev med Casinycteris campomaanensis en ny art beskriven.
Sedan 2014 listas tre arter i släktet.
- Casinycteris argynnis, som typart, vistas i Kongobäckenet från Kamerun till Kongo-Kinshasa.
- Casinycteris campomaanensis, lever i Nigeria, Kamerun och Kongo-Brazzaville.
- Casinycteris ophiodon, förekommer i västra Afrika från Guinea till Ghana, populationer mellan Nigeria och Kongo-Brazzaville flyttades till C. campomaanensis, för fynd från Ekvatorialguinea och Gabon är tillhörigheten oklar.

IUCN listar endast Casinycteris argynnis som livskraftig (LC) och Casinycteris campomaanensis med kunskapsbrist (DD).

## Utseende
Casinycteris argynnis har en påfallande kort gom och därför etablerades släktet av Oldfield Thomas 1910. Hos de andra arterna är gommen lite längre men genetiska studier visade att de ingår i släktet. Casinycteris argynnis är med 50 till 62 mm långa underarmar minst i släktet. Hos de andra arterna är underarmarna 72 till 88 mm långa. I ansiktet och bakom öronen finns ofta vita fläckar. Annars är pälsen beroende på art på ovansidan rödbrun till mörkbrun och på undersidan lite ljusare. Typiska är långa hörntänder och tre kindtänder i överkäken samt fem kinder i underkäken.